# Nephthytis

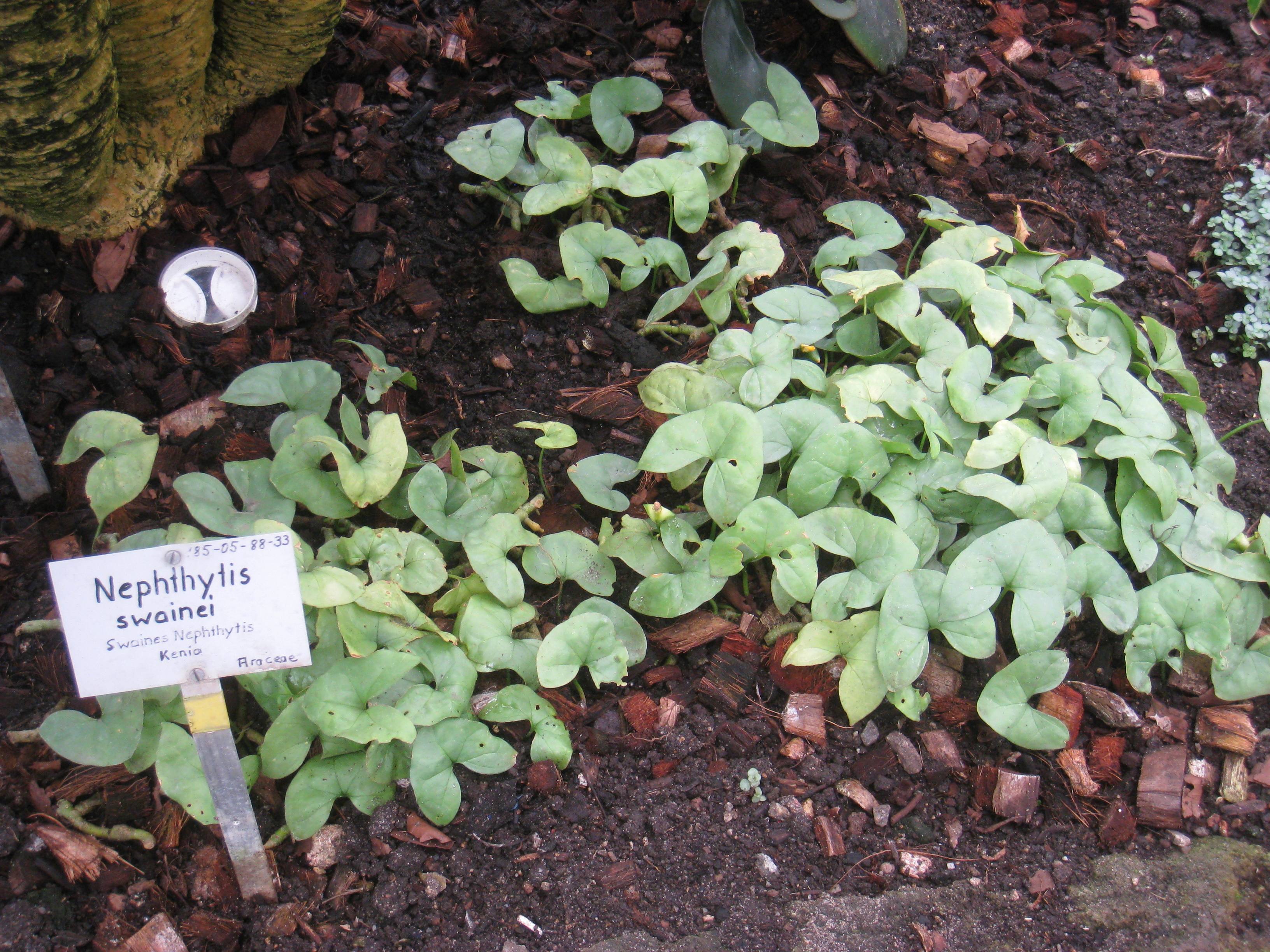
Nephthytis swainei

Nephthytis N.E.Br. – rodzaj roślin zielnych, należący do rodziny obrazkowatych, liczący 6 gatunków endemicznych dla zachodniej i środkowo-zachodniej Afryki (tylko gatunek N. bintuluensis jest endemiczny dla Borneo w Azji). Nazwa naukowa rodzaju pochodzi od mitycznej Nephthys (Neftyda), matki Anubisa, która według mitologii egipskiej nosiła koronę w kształcie hieroglifu przedstawiającego jej imię (dom). W języku angielskim zwyczajową nazwą nephthytis nadal określa się popularną roślinę pokojową z gatunku Syngonium podophyllum Schott, mimo że gatunek ten został wydzielony do osobnego rodzaju zroślicha już w 1879 roku. Z rodzaju Nephthytis, z uwagi na ozdobne owoce, w ogrodach botanicznych i mieszkaniach uprawiane są odmiany botaniczne gatunków N. afzelii i N. poissonii.

## Morfologia
PokrójŚredniej wielkości rośliny zielne o wysokości około 50 cm.
ŁodygaKrótkie, podziemne kłącze, płożące płytko pod powierzchnią gruntu.
LiścieRośliny tworzą zwykle kilka skórzastych liści, o blaszce sercowatej, sercowato-strzałkowatej, głęboko strzałkowatej lub trójdzielnej, o wymiarach około 20×30 cm. Ogonki cylindryczne, lekko zwężające się, tworzące bardzo krótką pochwę liściową. Użyłkowanie pierwszorzędowe zbiegające do żyłki marginesowej, dalsze siatkowate.
KwiatyRośliny jednopienne. Z wierzchołka kłącza wyrasta pojedynczy kwiatostan, typu kolbiastego pseudancjum, na relatywnie długiej szypułce, u nasady otoczonej kilkoma łuskowatymi liśćmi. Zielono-szmaragdowa pochwa kwiatostanu o wymiarach około 3×6,5 cm, szeroko otwarta, podłużno-jajowato-eliptyczna, często odgięta w czasie kwitnienia, u nasady oskrzydlająca szypułkę. Kolba wzniesiona na trzonku, krótsza od pochwy. Położona najniżej strefa kwiatów żeńskich sąsiaduje bezpośrednio ze strefą 2-4-pręcikowych kwiatów męskich. Pręciki siedzące, gęsto położone, podłużno-klinowate, ścięte. Zalążnie gęsto położone, 1-komorowe, zawierające 1 anatropowy, podłużno-jajowaty zalążek. Znamiona słupków siedzące, dyskowate lub brodawkowate.
OwoceNiemal kuliste do eliptycznych, pomarańczowe, relatywnie duże jagody, zawierające 1 nasiono. Nasiona odwrotnie jajowate do niemal kulistych. Łupina bardzo cienka. Bielmo obfite. Zalążek bardzo mały, siedzący u podstawy bielma.
Gatunki podobneRośliny z rodzajów: Callopsis, od których różni się kształtem blaszki liściowej, kolorem pochwy kwiatostanu i kolbą nie przyrastającą do pochwy, Cercestis, od których różni się brakiem przezroczystych linijek lub punkcików na blaszce liściowej oraz obecnością żyłki marginesowej, oraz Stylochaeton, od których różni się całkowicie otwartą pochwą kwiatostanu.

## Biologia i ekologia
Hemikryptofity lub geofity, wiecznie zielone lub przechodzące okres spoczynku, zasiedlające bogate w próchnicę gleby wilgotnych lasów równikowych, na stanowiskach wilgotnych lub błotnistych, zacienionych. Zapylane przez chrząszcze z rodziny łyszczynkowatych oraz muchówki z rodziny wywilżankowatych. Owoce dojrzewają około pół roku. Liczba chromosomów 2n = 40, 60.

## Systematyka
Pozycja rodzaju według Angiosperm Phylogeny Website (aktualizowany system APG IV z 2016)Należy do plemienia Nephthytideae, podrodziny Aroideae, rodziny obrazkowatych, rzędu żabieńcowców w kladzie jednoliściennych.
Pozycja rodzaju w systemie Reveala z roku 2007Gromada okrytonasienne (Magnoliophyta Cronquist, Takht. & Zimmerm. ex Reveal), podgromada Magnoliophytina (Frohne & U. Jensen ex Reveal), klasa Magnoliopsida (Brongn.), podklasa żabieńcowe (Alismatidae Takht.), nadrząd obrazkopodobne (Aranae Thorne ex Reveal), rząd obrazkowce (Arales Juss. ex Bercht. & J. Presl), rodzina obrazkowate (Araceae Juss.), plemię Nephthytideae Engler.
Pozycja rodzaju według Crescent Bloom (system Reveala z lat 1993–1999)Gromada okrytonasienne (Magnoliophyta Cronquist), podgromada Magnoliophytina (Frohne & U. Jensen ex Reveal), klasa jednoliścienne (Liliopsida Brongn.), podklasa obrazkowe (Aridae Takht.), nadrząd obrazkopodobne (Aranae Thorne ex Reveal), rząd obrazkowce (Arales Dumort.), rodzina obrazkowate (Araceae Juss.), plemię Nephthytideae Schott.
Gatunki
- Nephthytis afzelii Schott
- Nephthytis bintuluensis A.Hay, Bogner & P.C.Boyce
- Nephthytis hallaei (Bogner) Bogner
- Nephthytis mayombensis de Namur & Bogner
- Nephthytis poissonii (Engl.) N.E.Br.
- Nephthytis swainei Bogner

## Uprawa
Rośliny wytrzymałe i tolerancyjne. Nadają się do wielorodzajowych kompozycji, a także do paludariów i terrariów. Znoszą kurz, dym i suche powietrze. Wymagają podłoża kwaśnego, torfowo-piaszczystego, z dodatkiem kompostu; stanowisko półcieniste lub całkowicie zacienione; podlewanie umiarkowane. Rozmnażanie z podziału kłącza lub z nasion, pod warunkiem umieszczenia w mieszance piasku i torfu nienaruszonej jagody. Nasiona kiełkują około 4 miesięcy.